# Pierre de la Baume

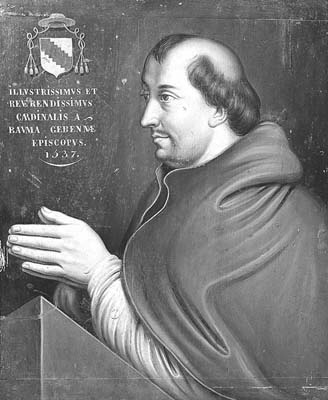
Kardinaal de la Baume

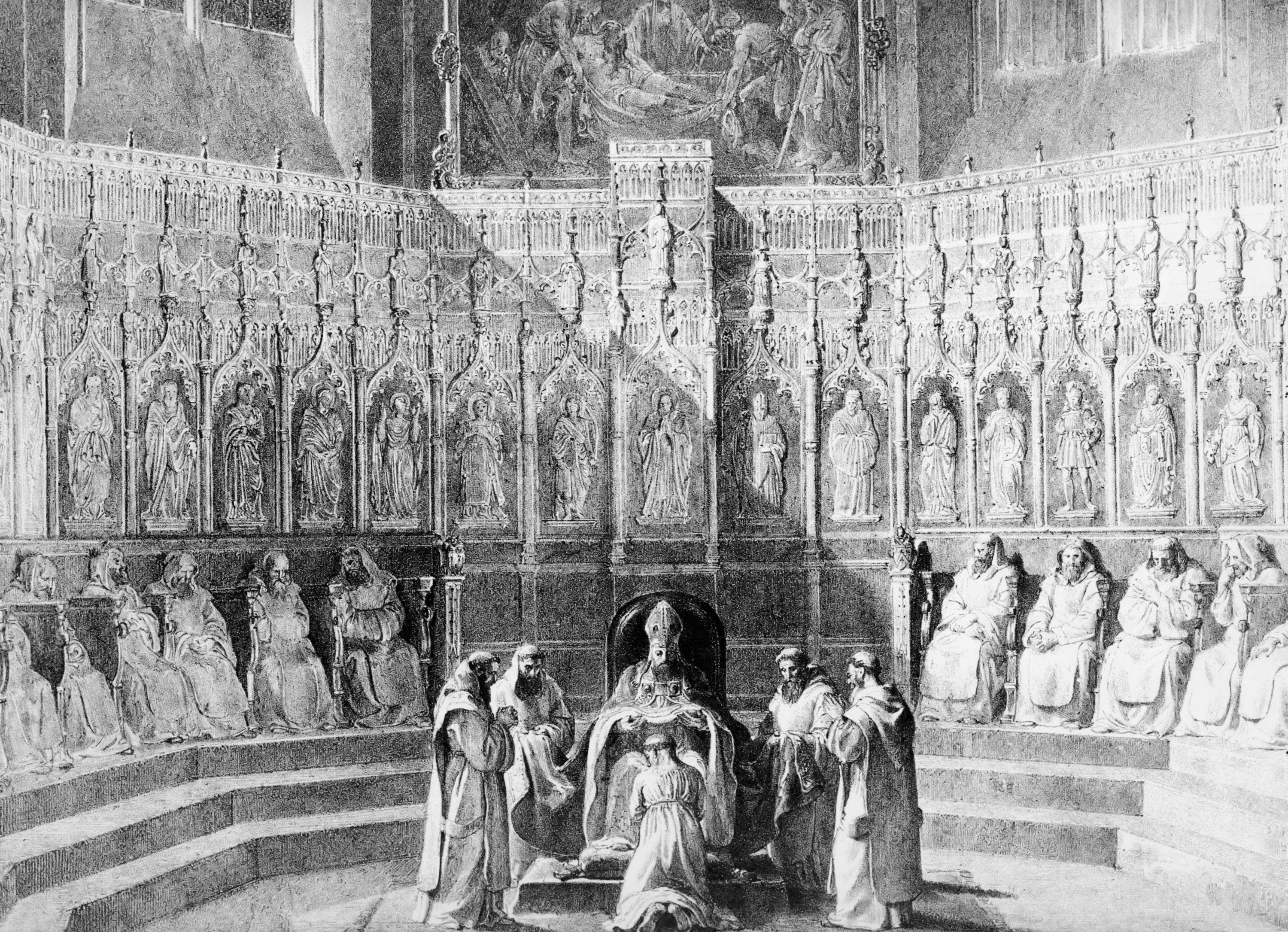
Hij was titulair abt van Saint-Claude cisterciënzerabdij in de Jura

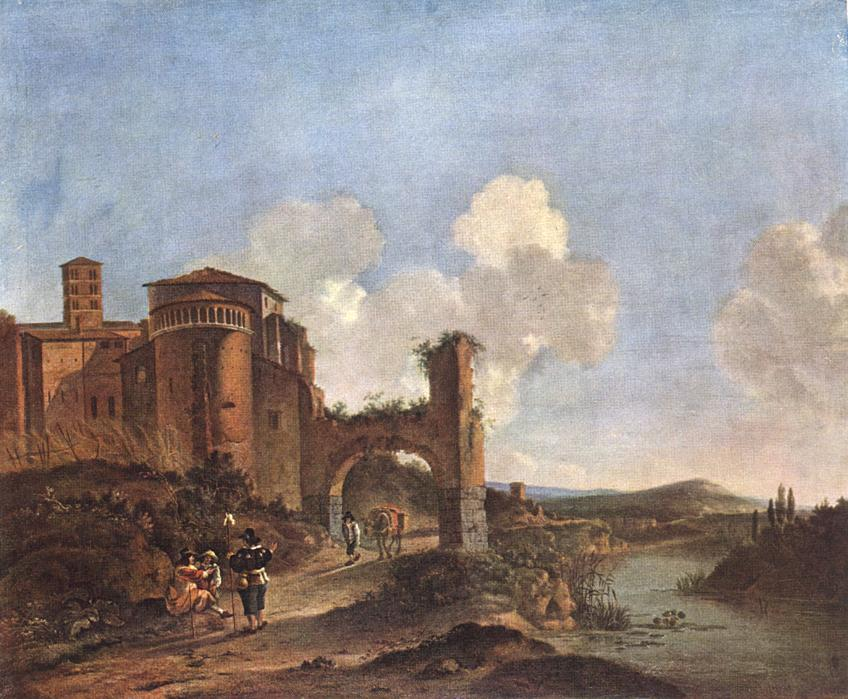
Zijn titelkerk in Rome: Santi Giovanni e Paolo

Pierre de la Baume (Montrevel-en-Bresse, 1477 – Arbois, 4 mei 1544) was de laatste prins-bisschop van Genève (1522-1543) ten tijde van de Reformatie in Genève, en was prins-aartsbisschop van Besançon (1541-1543). Hij was tevens kardinaal.

## Levensloop

### Kanunnik en abt
De la Baume werd geboren in het graafschap Bourgondië (Rooms-Duitse Rijk), meer bepaald in Montrevel in de oude provincie Bresse. Zijn ouders waren Guy, graaf van Montrevel, en Jeanne van Longwy. Hij studeerde theologie aan de universiteit van Dole, eveneens in het graafschap Bourgondië. Hij behaalde een doctoraat in de theologie in het jaar 1502. Vervolgens was hij vele jaren actief in het zuiden van het koninkrijk Frankrijk: hij was kanunnik in Aix-en-Provence (graafschap Provence) en in Lyon. Tevens was hij titulair abt van meerdere Franse abdijen. Zo was hij abt van de abdij van Saint-Claude, Notre-Dame van Pignerol; Moustier-Saint-Jean, abdij van Suze en de abdij van Saint-Just in Arbois. In Aix-en-Provence bekwam hij een bevordering tot aartsdiaken van het aartsbisdom Aix.
In de hoedanigheid van kanunnik en abt werkte hij vaak als raadgever voor hertog Karel III van Savoye, die hem naar het Vijfde Lateraans Concilie stuurde (1512-1517). De la Baume kreeg de titel van apostolisch protonotaris van de Roomse kerk.

### Prins-bisschop van Genève
In 1522 verkoos het kapittel van de Sint-Pieterskathedraal (Genève) hem tot bisschop van Genève. De la Baume werd tevens prins van het Rooms-Duitse Rijk. Hij ontpopte zich tot een heftige tegenstander van de Reformatie, die een belangrijke opgang kende in Genève. De Calvinisten joegen hem uit de stad. Hij probeerde enkele malen terug te wonen in Genève doch dit leidde tot rellen. In 1527 keerde hij kort naar Genève terug; hij beloofde de inwoners zeggenschap over de rechtbank van Genève. De burgers verweten hem zijn lange afwezigheden in Genève; hem werd aangewreven partij te kiezen voor de hertog van Savoye en zo de belangen van Genève te verwaarlozen. Hiermee verloor de la Baume alle krediet in de stad. Hij woonde verder op het kasteel van Annecy. De Reformatie ging volop door, zonder hem. De la Baume werd co-adjutor van het aartsbisdom Besançon (1530). In 1539 schonk paus Paulus III hem de kardinaalshoed en de titelkerk Santi Giovanni e Paolo in Rome (1541). De la Baume was er kardinaal-priester.

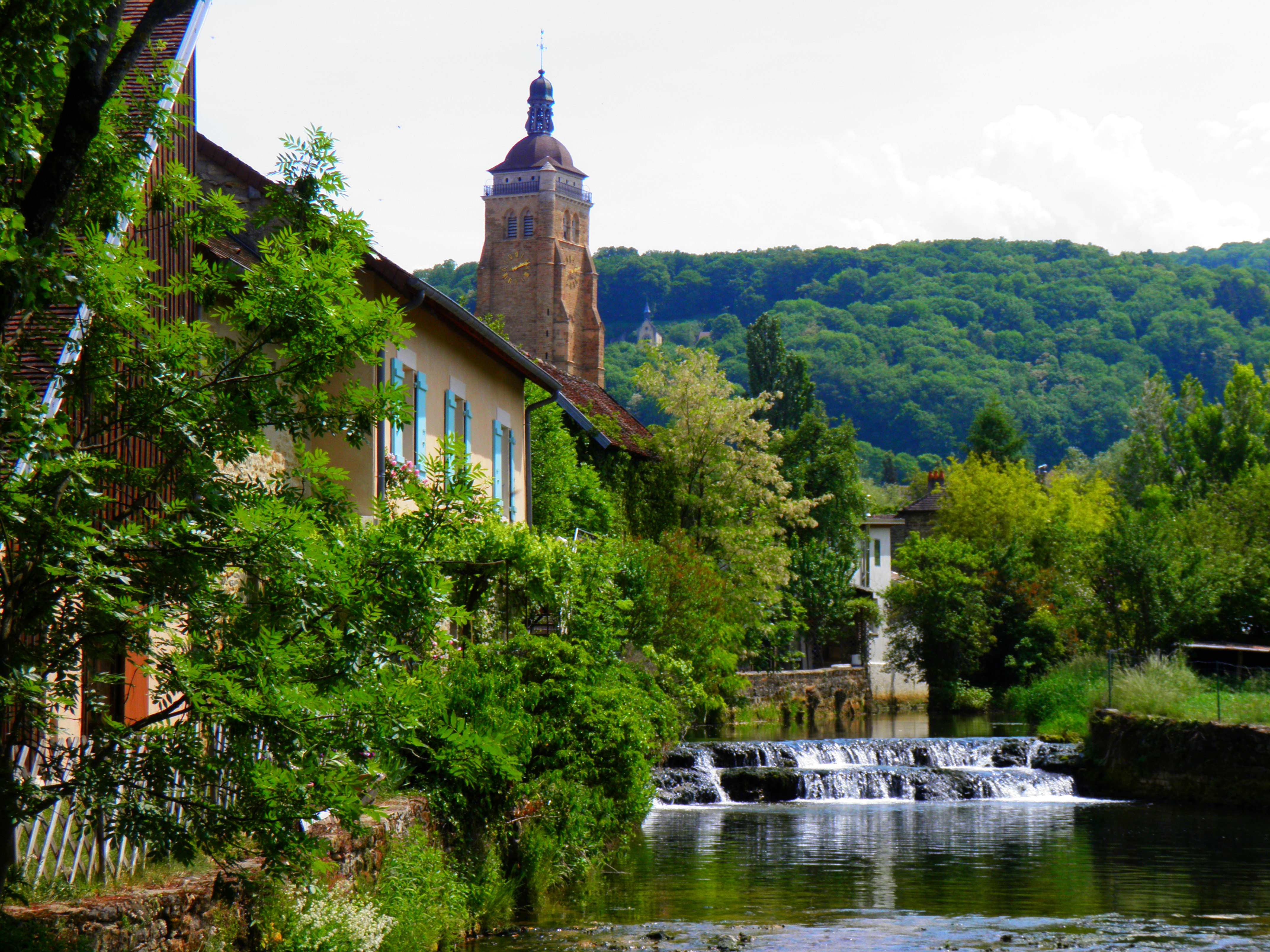
Arbois in de Franche-Comté, met voormalige abdijkerk.

### Prins-aartsbisschop van Besançon
In hetzelfde jaar 1541 werd kardinaal de la Baume prins-aartsbisschop van Besançon in het graafschap Bourgondië. De titel van ‘prins van Besançon’ was formeel want de Habsburgers waren er heerser. De titel was een compensatie voor het verlies van zijn prinsentitel van Genève waar een zelfstandige calvinistische republiek ontstaan was. Kort nadien, in 1543, trad de la Baume af, zowel als bisschop van Genève als aartsbisschop van Besançon.
Zijn nieuwe functie was deze van raadgever bij keizer Karel V, keizer van het Rooms-Duitse Rijk (1543-1544).

## Graf
In 1544 stierf hij in zijn abdij van Saint-Just in Arbois, waar hij ook werd begraven. Van deze abdij blijft vandaag enkel de kerk over.
- Gemeinsame Normdatei: 131924192
- Historisch woordenboek van Zwitserland: 018423
- International Standard Name Identifier: 0000 0000 4829 6825
- Library of Congress Control Number: no2006110700
- Système universitaire de documentation: 113156820
- Virtual International Authority File: 18370402
- WorldCat: E39PBJt44kwpgf4jYKKX4T46rq